# Dolor y gloria
Dolor y gloria è un film spagnolo del 2019 scritto e diretto da Pedro Almodóvar.
Presentato in concorso al Festival di Cannes 2019, ottenne il premio per la migliore interpretazione maschile assegnato al protagonista Antonio Banderas.

## Trama
Salvador Mallo è un acclamato regista che ha raggiunto la fama da diversi decenni, ma che da molto tempo si trova in declino fisico e artistico: soffre infatti di un gran numero di malattie, molte delle quali psicosomatiche, che gli causano gran dolore nelle azioni quotidiane e gli impediscono di lavorare; inoltre da qualche tempo non riesce a deglutire senza strozzarsi. Il regista vive così una vita vuota nel ricordo delle sue antiche glorie.
Un giorno viene contattato per presenziare a un cineforum in cui verrà proiettato Sabor, il suo primo film, al quale viene invitato anche Alberto, suo ex amante e protagonista: i due non si parlano dall'uscita della pellicola a causa di dissapori intercorsi durante la lavorazione. Salvador va a trovarlo per proporgli di collaborare e tra i due si instaura un rapporto molto teso, durante il quale si fa iniziare da Alberto all'eroina, trovandovi una soluzione ai propri mali.
Anni settanta. Salvador è un bambino povero ma molto intelligente. Insieme al padre e alla madre Jacinta si è trasferito a Paterna in cerca di una vita migliore. Qui la famiglia si è ridotta a vivere in una grotta, ma - nonostante l'estrema povertà - Jacinta è riuscita a dargli sempre il meglio che la vita potesse offrire: Salvador diventa così insegnante di Eduardo, un ragazzo analfabeta, che prende lezioni di lettura, scrittura e matematica da lui in cambio di lavori domestici. Successivamente la madre di Salvador si accorda con un sacerdote per farlo entrare in seminario, ma il ragazzino non accetta questa scelta.
Durante la proiezione di Sabor, Salvador rivela che la rottura tra lui e Alberto era dovuta al fatto che l'attore fosse dipendente dall'eroina, cosa che aveva compromesso la sua prova nel film. L'uomo va via indignato, ma Salvador decide di chiedergli scusa e gli dona il copione di Dipendenza, un monologo teatrale autobiografico che aveva scritto anni prima.
A una replica dello spettacolo assiste Federico, il primo amore di Salvador, con il quale aveva avuto una relazione. Sentendo il monologo, l'uomo si riconosce nella storia raccontata e capisce che il testo è di Salvador e non di Alberto, così chiede a quest'ultimo i recapiti del suo amore. Federico e Salvador si incontrano e passano una notte a parlare, chiarendosi a distanza di molti anni.
Salvador scopre che la disfagia di cui soffre non è dovuta a un tumore, come temeva, ma a una rara forma di osteofitosi, che può essere risolta con un semplice intervento chirurgico. Sollevato dalla notizia, il regista rivela alla sua assistente Mercedes di non aver mai superato la morte di sua madre, che poco prima di morire gli aveva rivelato di essere delusa dalla sua omosessualità, né il proprio risentimento per averlo fatto entrare in seminario.
Prima di sottoporsi all'operazione, Salvador trova in una galleria d'arte popolare un acquerello che lo ritrae da bambino e lo acquista, trovando scritta dietro una lettera che Eduardo gli aveva inviato mentre lui si trovava in seminario: Jacinta glielo aveva tenuto nascosto nella speranza di non fomentare la sua omosessualità. Salvador rivela a Mercedes di non voler cercare Eduardo, ma desidera scrivere un film ispirato a questa storia, che intitolerà Il primo desiderio.

## Promozione
Il primo trailer è stato diffuso online il 31 gennaio 2019, accompagnato dal brano di Pino Donaggio Come sinfonia, interpretato da Mina. Il 18 aprile è uscito il nuovo trailer in italiano.

## Distribuzione
Il film è stato distribuito nelle sale cinematografiche spagnole il 22 marzo 2019 da Sony Pictures Releasing. È stato presentato in concorso alla 72ª edizione del Festival di Cannes.
In Italia, il film è stato distribuito dalla Warner Bros. a partire dal 17 maggio 2019.

## Espedienti narrativi
Il ventiduesimo film di Pedro Almodóvar rappresenta un ampio affresco autobiografico della vita del regista spagnolo. Lo stesso Almodóvar ha sostenuto, nel corso della presentazione del film al Festival di Cannes, che il "tasso di autobiografia [che] c'è in Dolor y gloria [...] sul fronte dei fatti è il 40 per cento, ma per quello che riguarda un livello più profondo, si tratta del 100 per cento" . Almodóvar immerge completamente il protagonista del film, Salvador Mallo, in quelle che sono state le sue esperienze di vita realmente vissute: "In tutti i posti dove il personaggio di Antonio [Banderas, ndr] è stato, ci sono stato anche io, la casa di Salvador è una copia della mia, ci sono i miei mobili, i miei quadri, tutto quello che nel film non ho vissuto potrei però averlo vissuto" .
Il regista spagnolo nega comunque di aver fatto uso di eroina o di aver pronunciato alcune frasi nei confronti della madre, come invece fa Salvador Mallo nella pellicola. Dolor y gloria è in definitiva un film catartico per Almodóvar, il quale ribadisce il potere salvifico che il cinema ha avuto in tutta la sua vita: "Sia il personaggio che io viviamo il grande problema di credere di non poter vivere senza il cinema, proviamo il grande senso di smarrimento che può venire dalla crisi di ispirazione e anche dalla sensazione di non poter tornare sul set per dolori fisici e la depressione. È la mia paura più grande, convivo con questo fantasma. Quando nel monologo lui dice 'il cinema mi ha salvato' è esattamente quello che è successo a me" .

## Riconoscimenti
- 2020 - Premi Oscar[6]

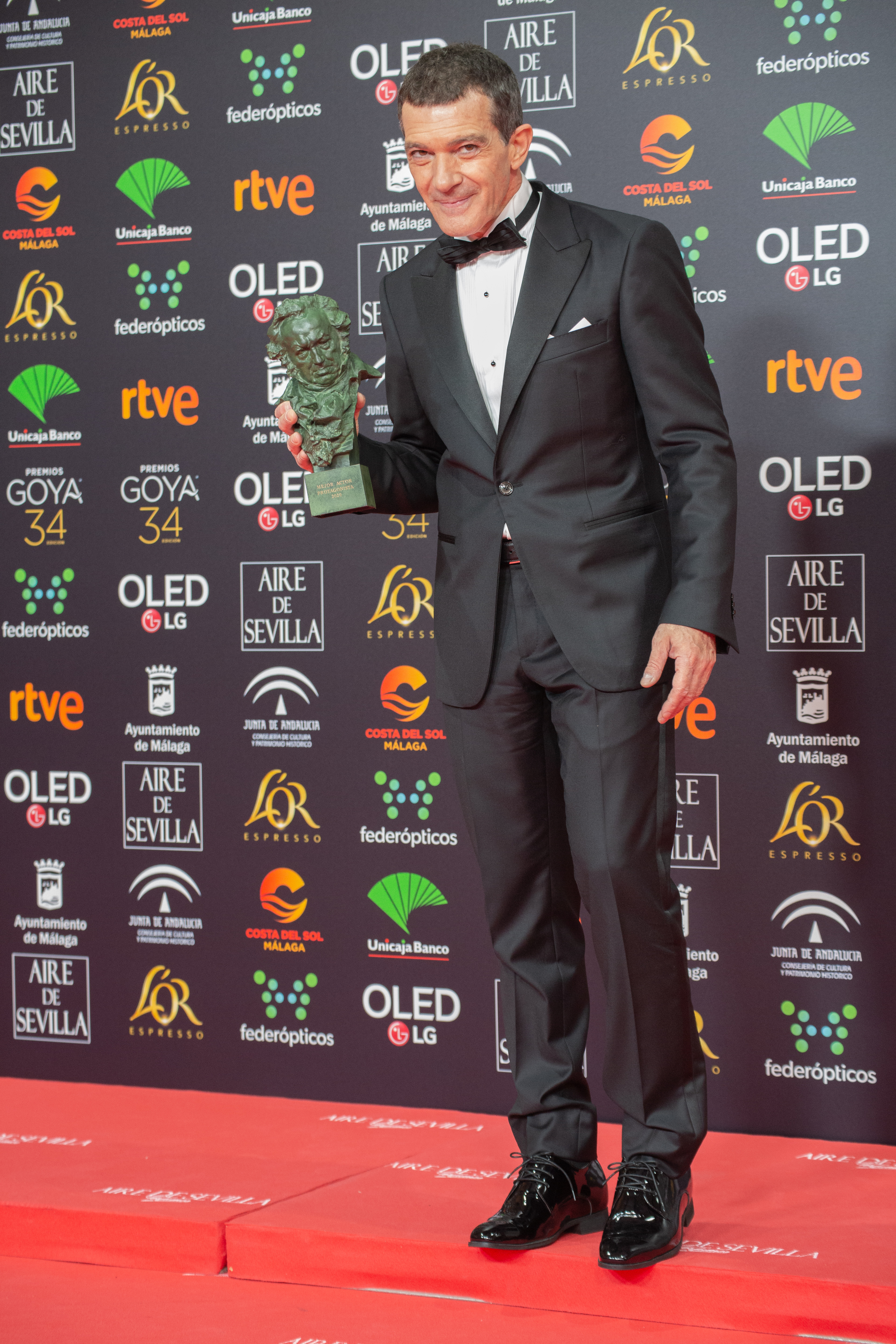
Antonio Banderas con il premio Goya vinto per Dolor y gloria

  - Candidatura al miglior film internazionale
  - Candidatura al miglior attore ad Antonio Banderas
- 2020 - Golden Globe[7]
  - Candidatura al miglior film straniero
  - Candidatura al miglior attore in un film drammatico a Antonio Banderas
- 2020 - Premi BAFTA[8]
  - Candidatura al miglior film in lingua straniera
- 2019 - Festival di Cannes
  - Prix d'interprétation masculine ad Antonio Banderas
  - Cannes Soundtrack Award ad Alberto Iglesias
  - In competizione per la Palma d'oro
  - In competizione per la Queer Palm
- 2019 - Chicago Film Critics Association Awards[9]
  - Candidatura al miglior film in lingua straniera
  - Candidatura al miglior attore a Antonio Banderas
- 2019 - European Film Awards[10][11]
  - Miglior attore ad Antonio Banderas
  - Candidatura al miglior film
  - Candidatura al miglior regista a Pedro Almodóvar
  - Candidatura alla miglior sceneggiatura a Pedro Almodóvar
  - Candidatura al premio del pubblico
- 2019 - Los Angeles Film Critics Association Awards[12]
  - Miglior attore ad Antonio Banderas
  - Miglior film in lingua straniera
- 2019 - National Board of Review Awards[13]
  - Migliori film stranieri dell'anno
- 2019 - New York Film Critics Circle Awards[14]
  - Miglior attore protagonista ad Antonio Banderas
- 2019 - Satellite Awards[15]
  - Candidatura per il miglior regista a Pedro Almodóvar
  - Candidatura per il miglior attore in un film drammatico a Antonio Banderas
  - Candidatura per la migliore attrice non protagonista a Penélope Cruz
  - Candidatura per la migliore sceneggiatura originale a Pedro Almodóvar
  - Candidatura per la miglior film in lingua straniera
- 2020 - Critics' Choice Awards[16]
  - Candidatura per il miglior attore ad Antonio Banderas
  - Candidatura per il miglior film straniero
- 2020 - Premio Goya
  - Miglior film
  - Miglior regista a Pedro Almodóvar
  - Miglior attore protagonista a Antonio Banderas
  - Migliore attrice non protagonista a Julieta Serrano
  - Miglior sceneggiatura originale a Pedro Almodóvar
  - Miglior montaggio a Teresa Font
  - Miglior colonna sonora a Alberto Iglesias
  - Candidatura per la miglior attrice protagonista a Penélope Cruz
  - Candidatura per il miglior attore non protagonista a Asier Etxeandia
  - Candidatura per il miglior attore non protagonista a Leonardo Sbaraglia
  - Candidatura per la miglior produzione a Toni Novella
  - Candidatura per la miglior fotografia a José Luis Alcaine
  - Candidatura per la miglior scenografia a Antxón Gómez
  - Candidatura per i migliori costumi a Paola Torres
  - Candidatura per il miglior trucco e/o acconciatura a Ana Lozano, Sergio Pérez Berbel e Montse Ribé
  - Candidatura per il miglior sonoro a Sergio Bürmann, Pelayo Gutiérrez e Marc Orts
- 2020 - Premio César
  - Candidatura per il miglior film straniero